# Педрола, Эстанис
Эстанисла́у Педро́ла Форту́ни (исп. Estanislau Pedrola Fortuny; род. 24 августа 2003, Камбрильс) — испанский футболист, вингер итальянского клуба «Сампдория».

## Клубная карьера

### «Барселона»
Эстанис присоединился к «Барселоне» в 2021 году из клуба «Реус Депортиу». 2 января 2022 года он дебютировал за основную команду в матче Чемпионата Испании против «Мальорки».

### «Сампдория»
11 августа 2023 года было объявлено о переходе Педролы в итальянский клуб «Сампдория» на правах аренды на один сезон, после чего «Сампдория» активирует опцию выкупа. 14 августа 2023 года Эстанис дебютировал за новый клуб в матче кубка Италии против клуба «Зюйдтироль». 19 августа 2023 года он впервые сыграл в Серии B в матче против «Тернаны». 30 августа 2023 года Педрола забил первый гол за «Сампдорию» в матче Серии B против «Венеции».

## Статистика выступлений
| Клуб        | Сезон      | Лига            | Лига  | Лига | Кубок | Кубок | Еврокубки | Еврокубки | Другое | Другое | Итог  | Итог |
| Клуб        | Сезон      | Дивизион        | Матчи | Голы | Матчи | Голы  | Матчи     | Голы      | Матчи  | Голы   | Матчи | Голы |
| ----------- | ---------- | --------------- | ----- | ---- | ----- | ----- | --------- | --------- | ------ | ------ | ----- | ---- |
| Барселона B | 2021/22    | Первый дивизион | 7     | 1    | —     | —     | —         | —         | 0      | 0      | 7     | 1    |
| Барселона B | 2022/23    | Первый дивизион | 14    | 7    | —     | —     | —         | —         | 0      | 0      | 14    | 7    |
| Барселона   | 2021/22    | Ла Лига         | 1     | 0    | 0     | 0     | 0         | 0         | 0      | 0      | 1     | 0    |
| Общий итог  | Общий итог | Общий итог      | 22    | 8    | 0     | 0     | 0         | 0         | 0      | 0      | 22    | 8    |